# Mukut Parvat
Mukut Parvat (také Mukut Parbat) je hora vysoká 7 242 m n. m. nacházející se v pohoří Himálaj na hranici mezi indickým státem Uttarákhand a Čínskou lidovou republikou.

## Charakteristika
Mukut Parvat se nachází v národním parku Nanda Devi. Horský masiv má západní a východní vrchol. Vyšší západní vrchol Mukut Parvat I má výšku 7 242 m. Nižší východní vrchol Mukut Parvat II dosahuje nadmořské výšky 7 120 m.

## Prvovýstup
Prvovýstup byl proveden novozélandskou expedicí, kteté se účastnili Edmund Hillary, George Lowe, Harold Earl Riddiford a Ed Cotter. Riddiford, Cotter a Šerpa Pasang Dawa Lama dosáhli vrcholu 11. července 1955. Hillary a Lowe se rozhodli ukončit výstup těsně pod vrcholem.